# Tour de France 2001
Die 88. Tour de France fand vom 7. bis 29. Juli 2001 statt und führte auf 20 Etappen über 3453 km. Es nahmen 189 Rennfahrer daran teil, von denen 144 klassifiziert wurden. Das Endergebnis dieser Austragung entsprach fast exakt dem der vorherigen Tour de France 2000: Armstrong siegte souverän vor Jan Ullrich und Joseba Beloki, auch Erik Zabel gewann erneut das Grüne Trikot, zum inzwischen sechsten und letzten Mal.
Am 22. Oktober 2012 verkündete der Radsportweltverband UCI die Streichung aller Titel Armstrongs seit dem 1. August 1998, darunter auch alle Tour-de-France-Erfolge des Amerikaners. Nachrücker auf den ersten Platz wurden nicht eingesetzt.

## Rennverlauf
In den ersten Tagen wechselten sich Massensprints und erfolgreiche Ausreißversuche ab. Der beste Sprinter war eindeutig Erik Zabel, der im vielleicht besten Jahr seiner Karriere (u. a. Gesamtsieg im Rad-Weltcup) drei Etappen für sich entscheiden konnte. Etappensiege aus kleinen Gruppen heraus konnten Laurent Jalabert (2× und Sieger der Bergwertung) und Jens Voigt holen. Schon zuvor hatte sich Voigt für einen Tag das Gelbe Trikot überziehen können. Auf der 8. Etappe von Colmar nach Pontarlier erfolgte aber die entscheidende Attacke einer Ausreißergruppe: Bei strömendem Regen kamen 14 Fahrer sensationell mit über einer halben Stunde Vorsprung vor allen Favoriten ins Ziel. Die restliche Rundfahrt war von dem Bemühen Armstrongs, Ullrichs & Co. geprägt, diesen Rückstand wettzumachen. Am Ende wurden die besten Fahrer dieser Gruppe, der Kasache Andrei Kiwiljow und der Franzose François Simon, immerhin noch Vierter und Sechster. Ebenfalls in der Ausreißergruppe war auch Stuart O’Grady, der mit einem fünften Platz die Führung in der Punktewertung übernahm und diese erst mit der Abschlussetappe an Erik Zabel abgeben musste.
Lance Armstrong schien auf der ersten schweren Alpenetappe zunächst deutlich zu leiden und fuhr lange am Ende der Spitzengruppe. Vor dem letzten Anstieg nach L’Alpe d’Huez beendete der Amerikaner seinen bemerkenswerten Bluff und griff wie in den Vorjahren mit seiner unwiderstehlich schnellen Trittfrequenz an. In einem Aufsehen erregenden Moment, der als the look in die Tourgeschichte eingegangen ist, warf er einen Blick zurück und fuhr anschließend allen davon. Armstrong gewann auch das folgende Bergzeitfahren und hatte am Ende vier Etappensiege zu Buche stehen. Jan Ullrich kämpfte, obwohl er ihm offensichtlich wie im Vorjahr deutlich unterlegen war, bis zum letzten Berg: In den Pyrenäen stürzte er bei hohem Risiko in einer Abfahrt spektakulär, konnte das Rennen jedoch trotz Verletzung fortsetzen.

## Etappen
| Etappen    | Tag      | Start–Ziel                       | km        | Etappensieger     | Gelbes Trikot     |
| ---------- | -------- | -------------------------------- | --------- | ----------------- | ----------------- |
| Prolog     | 7. Juli  | Dunkerque                        | 8,2 (EZF) | Christophe Moreau | Christophe Moreau |
| 1. Etappe  | 8. Juli  | Saint-Omer – Boulogne-sur-Mer    | 194,5     | Erik Zabel        | Christophe Moreau |
| 2. Etappe  | 9. Juli  | Calais – Antwerpen (BEL)         | 218,5     | Marc Wauters      | Marc Wauters      |
| 3. Etappe  | 10. Juli | Antwerpen (BEL) – Seraing (BEL)  | 198,5     | Erik Zabel        | Stuart O’Grady    |
| 4. Etappe  | 11. Juli | Huy (BEL) – Verdun               | 215       | Laurent Jalabert  | Stuart O’Grady    |
| 5. Etappe  | 12. Juli | Verdun – Bar-le-Duc              | 67 (MZF)  | Crédit Agricole   | Stuart O’Grady    |
| 6. Etappe  | 13. Juli | Commercy – Straßburg             | 211,5     | Jaan Kirsipuu     | Stuart O’Grady    |
| 7. Etappe  | 14. Juli | Straßburg – Colmar               | 162,5     | Laurent Jalabert  | Jens Voigt        |
| 8. Etappe  | 15. Juli | Colmar – Pontarlier              | 222,5     | Erik Dekker       | Stuart O’Grady    |
| 9. Etappe  | 16. Juli | Pontarlier – Aix-les-Bains       | 185       | Sergei Iwanow     | Stuart O’Grady    |
| 10. Etappe | 17. Juli | Aix-les-Bains – Alpe d’Huez      | 209       | Lance Armstrong   | François Simon    |
| 11. Etappe | 18. Juli | Grenoble – Chamrousse            | 32 (EZF)  | Lance Armstrong   | François Simon    |
| Ruhetag    |          |                                  |           |                   |                   |
| 12. Etappe | 20. Juli | Perpignan – Ax-les-Thermes       | 166,5     | Félix Cárdenas    | François Simon    |
| 13. Etappe | 21. Juli | Foix – Saint-Lary-Soulan         | 194       | Lance Armstrong   | Lance Armstrong   |
| 14. Etappe | 22. Juli | Tarbes – Luz-Ardiden             | 144,5     | Roberto Laiseka   | Lance Armstrong   |
| Ruhetag    |          |                                  |           |                   |                   |
| 15. Etappe | 24. Juli | Pau – Lavaur                     | 232,5     | Rik Verbrugghe    | Lance Armstrong   |
| 16. Etappe | 25. Juli | Castelsarrasin – Sarran          | 227,5     | Jens Voigt        | Lance Armstrong   |
| 17. Etappe | 26. Juli | Brive-la-Gaillarde – Montluçon   | 194       | Serge Baguet      | Lance Armstrong   |
| 18. Etappe | 27. Juli | Montluçon – Saint-Amand-Montrond | 61 (EZF)  | Lance Armstrong   | Lance Armstrong   |
| 19. Etappe | 28. Juli | Orléans – Évry                   | 149,5     | Erik Zabel        | Lance Armstrong   |
| 20. Etappe | 29. Juli | Corbeil-Essonnes – Paris         | 160,5     | Ján Svorada       | Lance Armstrong   |

## Trikots im Tourverlauf
Die Tabelle zeigt den Führenden in der jeweiligen Wertung zu Beginn der jeweiligen Etappe an.
| Etappe      | Gelbes Trikot     | Grünes Trikot     | Gepunktetes Trikot | Weißes Trikot | Teamwertung        |
| ----------- | ----------------- | ----------------- | ------------------ | ------------- | ------------------ |
| 01. Etappe  | Christophe Moreau | Christophe Moreau | nicht vergeben     | Florent Brard | Festina            |
| 02. Etappe  | Christophe Moreau | Erik Zabel        | Jacky Durand       | Florent Brard | Festina            |
| 03. Etappe  | Marc Wauters      | Jaan Kirsipuu     | Jacky Durand       | Robert Hunter | Crédit Agricole    |
| 04. Etappe  | Stuart O’Grady    | Erik Zabel        | Benoît Salmon      | Florent Brard | Crédit Agricole    |
| 05. Etappe  | Stuart O’Grady    | Erik Zabel        | Patrice Halgand    | Florent Brard | Crédit Agricole    |
| 06. Etappe  | Stuart O’Grady    | Erik Zabel        | Patrice Halgand    | Jörg Jaksche  | Crédit Agricole    |
| 07. Etappe  | Stuart O’Grady    | Erik Zabel        | Patrice Halgand    | Jörg Jaksche  | Crédit Agricole    |
| 08. Etappe  | Jens Voigt        | Erik Zabel        | Patrice Halgand    | Jörg Jaksche  | Crédit Agricole    |
| 09. Etappe  | Stuart O’Grady    | Stuart O’Grady    | Patrice Halgand    | Jörg Jaksche  | Rabobank           |
| 010. Etappe | Stuart O’Grady    | Stuart O’Grady    | Patrice Halgand    | Jörg Jaksche  | Rabobank           |
| 11. Etappe  | François Simon    | Stuart O’Grady    | Laurent Roux       | Óscar Sevilla | Rabobank           |
| 12. Etappe  | François Simon    | Stuart O’Grady    | Laurent Roux       | Óscar Sevilla | Rabobank           |
| 13. Etappe  | François Simon    | Stuart O’Grady    | Laurent Roux       | Óscar Sevilla | Rabobank           |
| 14. Etappe  | Lance Armstrong   | Stuart O’Grady    | Laurent Jalabert   | Óscar Sevilla | Kelme-Costa Blanca |
| 15. Etappe  | Lance Armstrong   | Stuart O’Grady    | Laurent Jalabert   | Óscar Sevilla | Kelme-Costa Blanca |
| 16. Etappe  | Lance Armstrong   | Stuart O’Grady    | Laurent Jalabert   | Óscar Sevilla | Kelme-Costa Blanca |
| 17. Etappe  | Lance Armstrong   | Stuart O’Grady    | Laurent Jalabert   | Óscar Sevilla | Kelme-Costa Blanca |
| 18. Etappe  | Lance Armstrong   | Stuart O’Grady    | Laurent Jalabert   | Óscar Sevilla | Kelme-Costa Blanca |
| 19. Etappe  | Lance Armstrong   | Stuart O’Grady    | Laurent Jalabert   | Óscar Sevilla | Kelme-Costa Blanca |
| 20. Etappe  | Lance Armstrong   | Stuart O’Grady    | Laurent Jalabert   | Óscar Sevilla | Kelme-Costa Blanca |
| Sieger      | Lance Armstrong   | Erik Zabel        | Laurent Jalabert   | Óscar Sevilla | Kelme-Costa Blanca |

## Ergebnisse

### Gesamtwertung
| \| Gesamtwertung \| Gesamtwertung \| Gesamtwertung \| Gesamtwertung \| Gesamtwertung \| \| Fahrer \| Fahrer \| Land \| Team \| Zeit \| \| ------------- \| ------------------------- \| ------------------ \| ------------------------------- \| ------------- \| \| 1. \| Lance Armstrong \| Vereinigte Staaten \| US Postal Service \| DSQ \| \| 2. \| Jan Ullrich \| Deutschland \| Deutsche Telekom \| + 6 min 44 s \| \| 3. \| Joseba Beloki \| Spanien \| ONCE-Eroski \| + 9 min 05 s \| \| 4. \| Andrei Kiwiljow \| Kasachstan \| Cofidis-Le Crédit par Téléphone \| + 9 min 53 s \| \| 5. \| Igor González de Galdeano \| Spanien \| ONCE-Eroski \| + 13 min 28 s \| \| 6. \| François Simon \| Frankreich \| Bonjour \| + 17 min 22 s \| \| 7. \| Óscar Sevilla \| Spanien \| Kelme-Costa Blanca \| + 18 min 30 s \| \| 8. \| Santiago Botero \| Kolumbien \| Kelme-Costa Blanca \| + 20 min 55 s \| \| 9. \| Marcos Serrano \| Spanien \| ONCE-Eroski \| + 21 min 45 s \| \| 10. \| Michael Boogerd \| Niederlande \| Rabobank \| + 22 min 38 s \| \| 11. \| Didier Rous \| Frankreich \| Bonjour \| + 24 min 22 s \| \| 12. \| Íñigo Chaurreau \| Spanien \| Euskaltel-Euskadi \| + 28 min 09 s \| \| 13. \| Francisco Mancebo \| Spanien \| iBanesto.com \| + 28 min 33 s \| \| 14. \| Stefano Garzelli \| Italien \| Mapei-Quick Step \| + 29 min 00 s \| \| 15. \| Roberto Heras \| Spanien \| US Postal Service \| + 30 min 44 s \| \| 16. \| Alexander Winokurow \| Kasachstan \| Deutsche Telekom \| + 33 min 55 s \| \| 17. \| Alexander Botscharow \| Russland \| AG2R Prévoyance \| + 41 min 15 s \| \| 18. \| Bobby Julich \| Vereinigte Staaten \| Crédit Agricole \| + 48 min 04 s \| \| 19. \| Laurent Jalabert \| Frankreich \| CSC-Tiscali \| + 50 min 06 s \| \| 20. \| Carlos Sastre \| Spanien \| ONCE-Eroski \| + 50 min 20 s \| \| 21. \| Tomasz Brożyna \| Polen \| iBanesto.com \| + 53 min 35 s \| \| 22. \| Axel Merckx \| Belgien \| Domo-Farm Frites-Latexco \| + 55 min 29 s \| \| 23. \| Laurent Brochard \| Frankreich \| Jean Delatour \| + 56 min 01 s \| \| 24. \| Wladimir Belli \| Italien \| Fassa Bortolo \| + 57 min 29 s \| \| 25. \| José Enrique Gutiérrez \| Spanien \| Kelme-Costa Blanca \| + 59 min 17 s \| |                           |                    |                                 |               |
| |                           |                    |                                 |               |
| Quelle: ProCyclingStats |                           |                    |                                 |               |
| Gesamtwertung |                           |                    |                                 |               |
| Fahrer | Fahrer                    | Land               | Team                            | Zeit          |
| 1. | Lance Armstrong           | Vereinigte Staaten | US Postal Service               | DSQ           |
| 2. | Jan Ullrich               | Deutschland        | Deutsche Telekom                | + 6 min 44 s  |
| 3. | Joseba Beloki             | Spanien            | ONCE-Eroski                     | + 9 min 05 s  |
| 4. | Andrei Kiwiljow           | Kasachstan         | Cofidis-Le Crédit par Téléphone | + 9 min 53 s  |
| 5. | Igor González de Galdeano | Spanien            | ONCE-Eroski                     | + 13 min 28 s |
| 6. | François Simon            | Frankreich         | Bonjour                         | + 17 min 22 s |
| 7. | Óscar Sevilla             | Spanien            | Kelme-Costa Blanca              | + 18 min 30 s |
| 8. | Santiago Botero           | Kolumbien          | Kelme-Costa Blanca              | + 20 min 55 s |
| 9. | Marcos Serrano            | Spanien            | ONCE-Eroski                     | + 21 min 45 s |
| 10. | Michael Boogerd           | Niederlande        | Rabobank                        | + 22 min 38 s |
| 11. | Didier Rous               | Frankreich         | Bonjour                         | + 24 min 22 s |
| 12. | Íñigo Chaurreau           | Spanien            | Euskaltel-Euskadi               | + 28 min 09 s |
| 13. | Francisco Mancebo         | Spanien            | iBanesto.com                    | + 28 min 33 s |
| 14. | Stefano Garzelli          | Italien            | Mapei-Quick Step                | + 29 min 00 s |
| 15. | Roberto Heras             | Spanien            | US Postal Service               | + 30 min 44 s |
| 16. | Alexander Winokurow       | Kasachstan         | Deutsche Telekom                | + 33 min 55 s |
| 17. | Alexander Botscharow      | Russland           | AG2R Prévoyance                 | + 41 min 15 s |
| 18. | Bobby Julich              | Vereinigte Staaten | Crédit Agricole                 | + 48 min 04 s |
| 19. | Laurent Jalabert          | Frankreich         | CSC-Tiscali                     | + 50 min 06 s |
| 20. | Carlos Sastre             | Spanien            | ONCE-Eroski                     | + 50 min 20 s |
| 21. | Tomasz Brożyna            | Polen              | iBanesto.com                    | + 53 min 35 s |
| 22. | Axel Merckx               | Belgien            | Domo-Farm Frites-Latexco        | + 55 min 29 s |
| 23. | Laurent Brochard          | Frankreich         | Jean Delatour                   | + 56 min 01 s |
| 24. | Wladimir Belli            | Italien            | Fassa Bortolo                   | + 57 min 29 s |
| 25. | José Enrique Gutiérrez    | Spanien            | Kelme-Costa Blanca              | + 59 min 17 s |

### Punktewertung
| Punktewertung | Punktewertung       | Punktewertung      | Punktewertung     | Punktewertung |
| Fahrer        | Fahrer              | Land               | Team              | Punkte        |
| ------------- | ------------------- | ------------------ | ----------------- | ------------- |
| 1.            | Erik Zabel          | Deutschland        | Deutsche Telekom  | 252 P.        |
| 2.            | Stuart O’Grady      | Australien         | Crédit Agricole   | 244 P.        |
| 3.            | Damien Nazon        | Frankreich         | Bonjour           | 169 P.        |
| 4.            | Alessandro Petacchi | Italien            | Fassa Bortolo     | 148 P.        |
| 5.            | Sven Teutenberg     | Deutschland        | Festina           | 141 P.        |
| 6.            | Lance Armstrong     | Vereinigte Staaten | US Postal Service | DSQ           |
| 7.            | Jan Ullrich         | Deutschland        | Deutsche Telekom  | 127 P.        |
| 8.            | Ján Svorada         | Tschechien         | Lampre-Daikin     | 124 P.        |
| 9.            | Christophe Capelle  | Frankreich         | BigMat-Auber 93   | 114 P.        |
| 10.           | François Simon      | Frankreich         | Bonjour           | 108 P.        |

### Bergwertung
| Bergwertung | Bergwertung         | Bergwertung        | Bergwertung        | Bergwertung |
| Fahrer      | Fahrer              | Land               | Team               | Punkte      |
| ----------- | ------------------- | ------------------ | ------------------ | ----------- |
| 1.          | Laurent Jalabert    | Frankreich         | CSC-Tiscali        | 258 P.      |
| 2.          | Jan Ullrich         | Deutschland        | Deutsche Telekom   | 211 P.      |
| 3.          | Laurent Roux        | Frankreich         | Jean Delatour      | 200 P.      |
| 4.          | Lance Armstrong     | Vereinigte Staaten | US Postal Service  | DSQ         |
| 5.          | Stefano Garzelli    | Italien            | Mapei-Quick Step   | 164 P.      |
| 6.          | Roberto Laiseka     | Spanien            | Euskaltel-Euskadi  | 147 P.      |
| 7.          | Joseba Beloki       | Spanien            | ONCE-Eroski        | 145 P.      |
| 8.          | Alexander Winokurow | Kasachstan         | Deutsche Telekom   | 134 P.      |
| 9.          | Patrice Halgand     | Frankreich         | Jean Delatour      | 123 P.      |
| 10.         | Óscar Sevilla       | Spanien            | Kelme-Costa Blanca | 120 P.      |

### Nachwuchswertung
| Nachwuchswertung | Nachwuchswertung    | Nachwuchswertung | Nachwuchswertung      | Nachwuchswertung  |
| Fahrer           | Fahrer              | Land             | Team                  | Zeit              |
| ---------------- | ------------------- | ---------------- | --------------------- | ----------------- |
| 1.               | Óscar Sevilla       | Spanien          | Kelme-Costa Blanca    | 86 h 35 min 58 s  |
| 2.               | Francisco Mancebo   | Spanien          | iBanesto.com          | + 10 min 03 s     |
| 3.               | Jörg Jaksche        | Deutschland      | ONCE-Eroski           | + 47 min 32 s     |
| 4.               | Denis Menschow      | Russland         | iBanesto.com          | + 1 h 13 min 20 s |
| 5.               | Marco Pinotti       | Italien          | Lampre-Daikin         | + 1 h 15 min 59 s |
| 6.               | José Iván Gutiérrez | Spanien          | ONCE-Eroski           | + 1 h 40 min 42 s |
| 7.               | Sylvain Chavanel    | Frankreich       | Bonjour               | + 1 h 41 min 10 s |
| 8.               | Haimar Zubeldia     | Spanien          | Euskaltel-Euskadi     | + 1 h 47 min 47 s |
| 9.               | Bradley McGee       | Australien       | La Française des jeux | + 1 h 59 min 24 s |
| 10.              | Nicolas Vogondy     | Frankreich       | La Française des jeux | + 2 h 09 min 07 s |

### Mannschaftswertung
| Mannschaftswertung | Mannschaftswertung              | Mannschaftswertung | Mannschaftswertung |
| Team               | Team                            | Land               | Zeit               |
| ------------------ | ------------------------------- | ------------------ | ------------------ |
| 1.                 | Kelme-Costa Blanca              | Spanien            | 259 h 14 min 44 s  |
| 2.                 | ONCE-Eroski                     | Spanien            | + 4 min 59 s       |
| 3.                 | Deutsche Telekom                | Deutschland        | + 41 min 06 s      |
| 4.                 | Bonjour                         | Frankreich         | + 41 min 49 s      |
| 5.                 | Rabobank                        | Niederlande        | + 51 min 53 s      |
| 6.                 | US Postal Service               | Vereinigte Staaten | + 54 min 41 s      |
| 7.                 | Cofidis-Le Crédit par Téléphone | Frankreich         | + 1 h 20 min 41 s  |
| 8.                 | iBanesto.com                    | Spanien            | + 1 h 22 min 24 s  |
| 9.                 | Festina                         | Frankreich         | + 1 h 45 min 33 s  |
| 10.                | Jean Delatour                   | Frankreich         | + 1 h 49 min 18 s  |

### Kämpferischster Fahrer
| Kämpferischster Fahrer | Kämpferischster Fahrer | Kämpferischster Fahrer | Kämpferischster Fahrer | Kämpferischster Fahrer |
| Fahrer                 | Fahrer                 | Land                   | Team                   | Punkte                 |
| ---------------------- | ---------------------- | ---------------------- | ---------------------- | ---------------------- |

## Teams und Fahrer
| Nr. | Land               | Name                  | Platz |
| --- | ------------------ | --------------------- | ----- |
| 1   | Vereinigte Staaten | Lance Armstrong       | 1     |
| 2   | Spanien            | Roberto Heras         | 15    |
| 3   | Russland           | Wjatscheslaw Jekimow  | 82    |
| 4   | Vereinigte Staaten | Tyler Hamilton        | 94    |
| 5   | Vereinigte Staaten | George Hincapie       | 71    |
| 6   | Norwegen           | Steffen Kjærgaard     | 101   |
| 7   | Kolumbien          | Víctor Hugo Peña      | 79    |
| 8   | Spanien            | José Luis Rubiera     | 38    |
| 9   | Vereinigte Staaten | Christian Vande Velde | A 7.  |

| Nr. | Land               | Name                | Platz |
| --- | ------------------ | ------------------- | ----- |
| 11  | Deutschland        | Jan Ullrich         | 2     |
| 12  | Deutschland        | Udo Bölts           | 51    |
| 13  | Italien            | Giuseppe Guerini    | 39    |
| 14  | Deutschland        | Jens Heppner        | A 16. |
| 15  | Deutschland        | Andreas Klöden      | 26    |
| 16  | Vereinigte Staaten | Kevin Livingston    | 43    |
| 17  | Kasachstan         | Alexander Winokurow | 16    |
| 18  | Deutschland        | Steffen Wesemann    | A 13. |
| 19  | Deutschland        | Erik Zabel          | 96    |

| Nr. | Land        | Name                     | Platz |
| --- | ----------- | ------------------------ | ----- |
| 21  | Spanien     | Joseba Beloki            | 3     |
| 22  | Spanien     | Santos González          | A 6.  |
| 23  | Spanien     | Álvaro González Galdeano | A 19. |
| 24  | Spanien     | Igor González Galdeano   | 5     |
| 25  | Spanien     | José Iván Gutiérrez      | 64    |
| 26  | Deutschland | Jörg Jaksche             | 29    |
| 27  | Spanien     | Mikel Pradera            | 62    |
| 28  | Spanien     | Carlos Sastre            | 20    |
| 29  | Spanien     | Marcos Serrano           | 9     |

| Nr. | Land        | Name                 | Platz |
| --- | ----------- | -------------------- | ----- |
| 31  | Frankreich  | Christophe Moreau    | A 12. |
| 32  | Frankreich  | Florent Brard        | 100   |
| 33  | Spanien     | Ángel Luis Casero    | A 10. |
| 34  | Frankreich  | Pascal Chanteur      | 114   |
| 35  | Spanien     | Félix García Casas   | 37    |
| 36  | Frankreich  | Pascal Lino          | 87    |
| 37  | Spanien     | Luis Pérez Rodríguez | 32    |
| 38  | Frankreich  | Arnaud Prétot        | A 7.  |
| 39  | Deutschland | Sven Teutenberg      | 80    |

| Nr. | Land     | Name                 | Platz |
| --- | -------- | -------------------- | ----- |
| 41  | Italien  | Francesco Casagrande | A 4.  |
| 42  | Italien  | Fabio Baldato        | 81    |
| 43  | Italien  | Ivan Basso           | NA 8. |
| 44  | Italien  | Wladimir Belli       | 24    |
| 45  | Russland | Sergei Iwanow        | A 12. |
| 46  | Italien  | Nicola Loda          | 99    |
| 47  | Italien  | Alessandro Petacchi  | 97    |
| 48  | Italien  | Oscar Pozzi          | A 16. |
| 49  | Italien  | Matteo Tosatto       | 60    |

| Nr. | Land        | Name               | Platz  |
| --- | ----------- | ------------------ | ------ |
| 51  | Niederlande | Michael Boogerd    | 10     |
| 52  | Niederlande | Bram de Groot      | A 12.  |
| 53  | Niederlande | Steven de Jongh    | A 7.   |
| 54  | Niederlande | Erik Dekker        | 91     |
| 55  | Niederlande | Maarten den Bakker | 75     |
| 56  | Niederlande | Marc Lotz          | 93     |
| 57  | Deutschland | Grischa Niermann   | NA 17. |
| 58  | Belgien     | Geert Verheyen     | 72     |
| 59  | Belgien     | Marc Wauters       | A 16.  |

| Nr. | Land        | Name               | Platz |
| --- | ----------- | ------------------ | ----- |
| 61  | Belgien     | Rik Verbrugghe     | 112   |
| 62  | Belgien     | Mario Aerts        | 27    |
| 63  | Belgien     | Serge Baguet       | 85    |
| 64  | Niederlande | Jeroen Blijlevens  | A 9.  |
| 65  | Belgien     | Fabien De Waele    | NA 1. |
| 66  | Russland    | Gennadi Michailow  | 59    |
| 67  | Belgien     | Kurt Van De Wouwer | A 12. |
| 68  | Belgien     | Paul Van Hyfte     | 92    |
| 69  | Belgien     | Stive Vermaut      | 36    |

| Nr. | Land                   | Name               | Platz |
| --- | ---------------------- | ------------------ | ----- |
| 71  | Vereinigtes Konigreich | David Millar       | A 10. |
| 72  | Spanien                | Daniel Atienza     | 30    |
| 73  | Spanien                | Íñigo Cuesta       | 63    |
| 74  | Kasachstan             | Andrei Kiwiljow    | 4     |
| 75  | Italien                | Massimiliano Lelli | 67    |
| 76  | Belgien                | Nico Mattan        | 98    |
| 77  | Frankreich             | David Moncoutié    | 48    |
| 78  | Frankreich             | Christophe Rinero  | A 7.  |
| 79  | Italien                | Guido Trentin      | 45    |

| Nr. | Land    | Name             | Platz |
| --- | ------- | ---------------- | ----- |
| 81  | Italien | Daniele Nardello | 57    |
| 82  | Italien | Michele Bartoli  | 33    |
| 83  | Italien | Paolo Bettini    | 70    |
| 84  | Italien | Davide Bramati   | 142   |
| 85  | Italien | Paolo Fornaciari | A 8.  |
| 86  | Belgien | Stefano Garzelli | 14    |
| 87  | Belgien | Bart Leysen      | A 13. |
| 88  | Italien | Tom Steels       | A 10. |
| 89  | Italien | Stefano Zanini   | A 7.  |

| Nr. | Land     | Name                       | Platz |
| --- | -------- | -------------------------- | ----- |
| 91  | Spanien  | Francisco Mancebo          | 13    |
| 92  | Spanien  | Santiago Blanco            | A 13. |
| 93  | Polen    | Tomasz Brożyna             | 21    |
| 94  | Spanien  | José Vicente García Acosta | A 16. |
| 95  | Spanien  | Eladio Jiménez             | 105   |
| 96  | Russland | Denis Menchow              | 47    |
| 97  | Spanien  | Jon Odriozola              | 69    |
| 98  | Spanien  | Javier Pascual Rodríguez   | 41    |
| 99  | Italien  | Leonardo Piepoli           | 44    |

| Nr. | Land               | Name               | Platz |
| --- | ------------------ | ------------------ | ----- |
| 101 | Vereinigte Staaten | Bobby Julich       | 18    |
| 102 | Frankreich         | Frédéric Bessy     | 119   |
| 103 | Frankreich         | Sébastien Hinault  | 137   |
| 104 | Norwegen           | Thor Hushovd       | A 12. |
| 105 | Neuseeland         | Christopher Jenner | 139   |
| 106 | Frankreich         | Anthony Morin      | 107   |
| 107 | Australien         | Stuart O’Grady     | 54    |
| 108 | Vereinigte Staaten | Jonathan Vaughters | A 15. |
| 109 | Deutschland        | Jens Voigt         | 46    |

| Nr. | Land           | Name                    | Platz |
| --- | -------------- | ----------------------- | ----- |
| 111 | Spanien        | David Etxebarria        | 34    |
| 112 | Spanien        | Ángel Castresana        | 103   |
| 113 | Spanien        | Íñigo Chaurreau         | 12    |
| 114 | Spanien        | Txema del Olmo          | NA 7. |
| 115 | Venezuela 1954 | Unai Etxebarria         | 88    |
| 116 | Spanien        | Iker Flores             | A 2.  |
| 117 | Spanien        | Roberto Laiseka         | 28    |
| 118 | Spanien        | Alberto López de Munain | 77    |
| 119 | Spanien        | Haimar Zubeldia         | 73    |

| Nr. | Land       | Name                 | Platz |
| --- | ---------- | -------------------- | ----- |
| 121 | Frankreich | Benoît Salmon        | 35    |
| 122 | Frankreich | Christophe Agnolutto | 120   |
| 123 | Frankreich | Stéphane Bergès      | 135   |
| 124 | Russland   | Alexander Botscharow | 17    |
| 125 | Belgien    | Ludovic Capelle      | A 10. |
| 126 | Belgien    | Sébastien Demarbaix  | 108   |
| 127 | Estland    | Jaan Kirsipuu        | A 10. |
| 128 | Frankreich | Gilles Maignan       | 121   |
| 129 | Frankreich | Ludovic Turpin       | 78    |

| Nr. | Land       | Name              | Platz |
| --- | ---------- | ----------------- | ----- |
| 131 | Frankreich | Laurent Jalabert  | 19    |
| 132 | Danemark   | Michael Blaudzun  | 84    |
| 133 | Spanien    | Francisco Cerezo  | 118   |
| 134 | Spanien    | Marcelino García  | 122   |
| 135 | Frankreich | Nicolas Jalabert  | 115   |
| 136 | Danemark   | Nicolai Bo Larsen | A 16. |
| 137 | Danemark   | Jakob Piil        | 117   |
| 138 | Danemark   | Nicki Sørensen    | 49    |
| 139 | Danemark   | Rolf Sørensen     | 141   |

| Nr. | Land       | Name             | Platz |
| --- | ---------- | ---------------- | ----- |
| 141 | Frankreich | Laurent Brochard | 23    |
| 142 | Frankreich | Jérôme Bernard   | 106   |
| 143 | Frankreich | Gilles Bouvard   | 53    |
| 144 | Frankreich | Stéphane Goubert | 31    |
| 145 | Frankreich | Patrice Halgand  | 55    |
| 146 | Frankreich | Christophe Oriol | 111   |
| 147 | Frankreich | Laurent Roux     | 50    |
| 148 | Frankreich | Eddy Seigneur    | 95    |
| 149 | Frankreich | Olivier Trastour | A 6.  |

| Nr. | Land       | Name                    | Platz |
| --- | ---------- | ----------------------- | ----- |
| 151 | Kolumbien  | Santiago Botero         | 8     |
| 152 | Kolumbien  | Félix Cárdenas          | 61    |
| 153 | Frankreich | Laurent Desbiens        | A 3.  |
| 154 | Spanien    | Aitor González Jiménez  | A 10. |
| 155 | Spanien    | José Enrique Gutiérrez  | 25    |
| 156 | Spanien    | Javier Pascual Llorente | 58    |
| 157 | Spanien    | Óscar Sevilla           | 7     |
| 158 | Spanien    | Toni Tauler             | 76    |
| 159 | Spanien    | José Ángel Vidal        | 86    |

| Nr. | Land       | Name               | Platz |
| --- | ---------- | ------------------ | ----- |
| 161 | Frankreich | Didier Rous        | 11    |
| 162 | Frankreich | Walter Bénéteau    | 42    |
| 163 | Frankreich | Franck Bouyer      | 74    |
| 164 | Frankreich | Sylvain Chavanel   | 65    |
| 165 | Frankreich | Damien Nazon       | 109   |
| 166 | Frankreich | Olivier Perraudeau | 138   |
| 167 | Frankreich | Franck Renier      | 116   |
| 168 | Frankreich | Jean-Cyril Robin   | 56    |
| 169 | Frankreich | François Simon     | 6     |

| Nr. | Land       | Name                | Platz |
| --- | ---------- | ------------------- | ----- |
| 171 | Italien    | Marco Serpellini    | 125   |
| 172 | Lettland   | Raivis Belohvoščiks | 110   |
| 173 | Schweiz    | Rubens Bertogliati  | 140   |
| 174 | Belgien    | Ludo Dierckxsens    | A 13. |
| 175 | Italien    | Matteo Frutti       | 128   |
| 176 | Sudafrika  | Robert Hunter       | A 13. |
| 177 | Italien    | Marco Pinotti       | 52    |
| 178 | Tschechien | Ján Svorada         | 129   |
| 179 | Belgien    | Johan Verstrepen    | 130   |

| Nr. | Land       | Name              | Platz |
| --- | ---------- | ----------------- | ----- |
| 181 | Schweiz    | Sven Montgomery   | A 16. |
| 182 | Frankreich | Jimmy Casper      | 144   |
| 183 | Frankreich | Jacky Durand      | 127   |
| 184 | Frankreich | Frédéric Guesdon  | 124   |
| 185 | Frankreich | Emmanuel Magnien  | 113   |
| 186 | Australien | Bradley McGee     | 83    |
| 187 | Frankreich | Christophe Mengin | 102   |
| 188 | Schweiz    | Daniel Schnider   | 66    |
| 189 | Frankreich | Nicolas Vogondy   | 89    |

| Nr. | Land               | Name              | Platz |
| --- | ------------------ | ----------------- | ----- |
| 191 | Lettland           | Romāns Vainšteins | 132   |
| 192 | Italien            | Enrico Cassani    | 143   |
| 193 | Niederlande        | Servais Knaven    | 90    |
| 194 | Belgien            | Axel Merckx       | 22    |
| 195 | Italien            | Marco Milesi      | A 12. |
| 196 | Belgien            | Johan Museeuw     | A 13. |
| 197 | Vereinigte Staaten | Fred Rodriguez    | A 13. |
| 198 | Niederlande        | Max van Heeswijk  | 134   |
| 199 | Polen              | Piotr Wadecki     | 68    |

| Nr. | Land       | Name                 | Platz  |
| --- | ---------- | -------------------- | ------ |
| 201 | Frankreich | Stéphane Heulot      | 40     |
| 202 | Frankreich | Guillaume Auger      | 136    |
| 203 | Frankreich | Ludovic Auger        | 133    |
| 204 | Frankreich | Christophe Capelle   | 123    |
| 205 | Frankreich | Thierry Gouvenou     | 131    |
| 206 | Frankreich | Xavier Jan           | NA 14. |
| 207 | Frankreich | Loïc Lamouller       | A 9.   |
| 208 | Russland   | Alexei Siwakow       | 104    |
| 209 | Frankreich | Sébastien Talabardon | 126    |

A: Aufgabe während der Etappe, NA: nicht zur Etappe angetreten, S: suspendiert/ausgeschlossen, ZÜ: Zeitüberschreitung